# Azay-sur-Cher
Azay-sur-Cher is een gemeente in het Franse departement Indre-et-Loire (regio Centre-Val de Loire). De plaats maakt deel uit van het arrondissement Tours. Azay-sur-Cher telde op 1 januari 2022 3.127 inwoners.

## Geografie
De oppervlakte van Azay-sur-Cher bedroeg op 1 januari 2022 22,85 vierkante kilometer; de bevolkingsdichtheid was toen 136,8 inwoners per km².

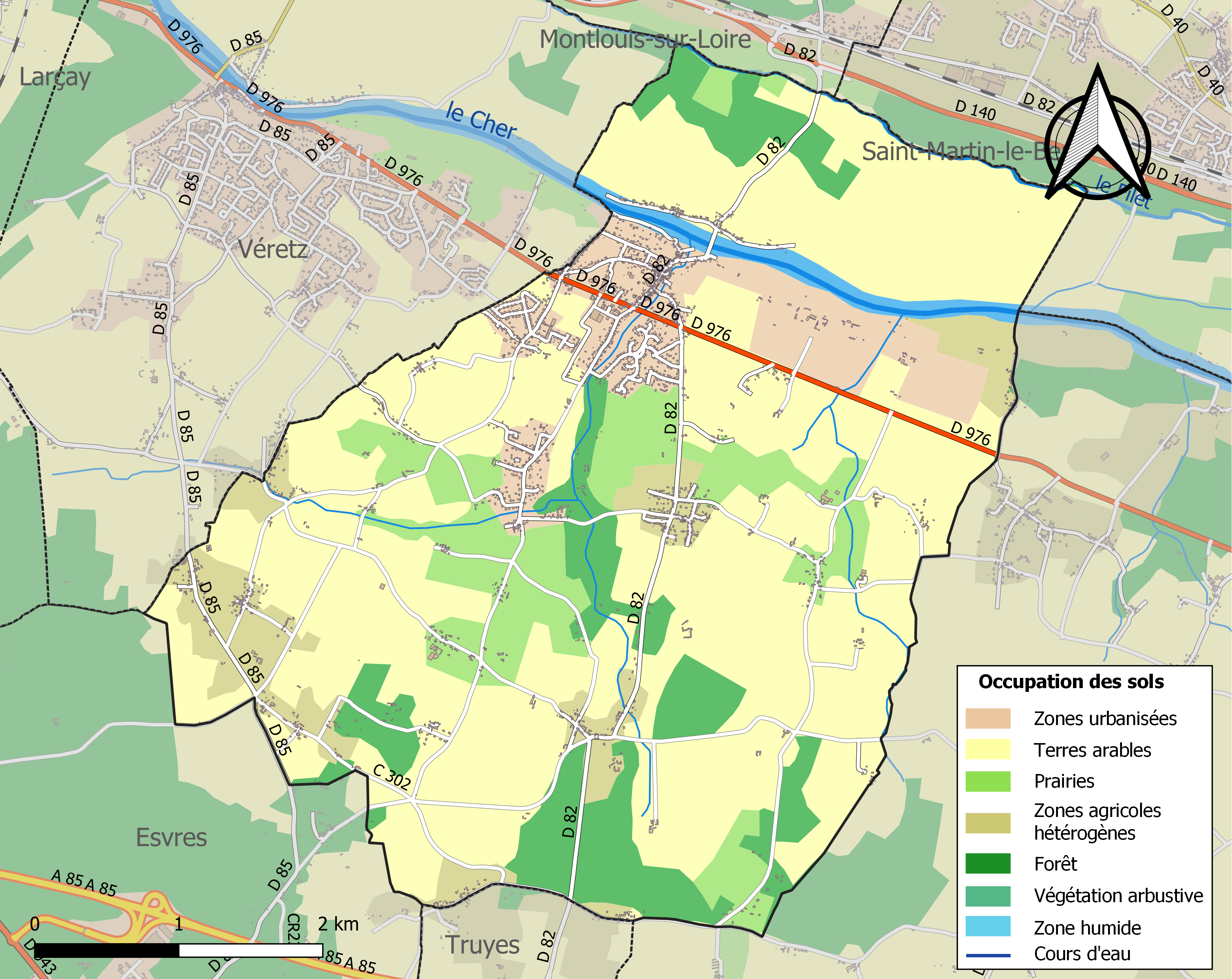
Kaart van de gemeente met belangrijkste infrastructuur, bodemgebruik en omliggende gemeenten

## Demografie
Onderstaande figuur toont het verloop van het inwonertal (bron: INSEE-tellingen).

## Geboren in Azay-sur-Cher
- Jacques Revaux, (11 juli 1940), componist